# Udvidelsessokkel
En udvidelsessokkel bruges normalt til at sætte kort i, der forøger en computers funktionalitet.
Bl.a. Kaldet PCI, AGP, PCI-Express, PCI-X og ISA. Dertil kommer der de mindre brugte såsom AMR-soklen der bliver brugt til nogle interne Modem